# Мальта на летних Олимпийских играх 1988
Мальта принимала участие в Летних Олимпийских играх 1988 года в Сеуле (Южная Корея), но не завоевала ни одной медали. Спортсмены из Мальты выступали в соревнованиях по стрельбе из лука, дзюдо, парусному спорту и вольной борьбе.

## Результаты

### Борьба
Вольная борьба
| Спортсмен            | Весовая категория | Групповой этап                                               | Групповой этап | Второй этап          | Второй этап          | Финал                |                      |
| Спортсмен            | Весовая категория | Групповой этап                                               | Групповой этап | 1-я схватка          | 2-я схватка          | Финал                |                      |
| Спортсмен            | Весовая категория | Соперник Результат                                           | Место          | Соперник Результат   | Соперник Результат   | Соперник Результат   |                      |
| -------------------- | ----------------- | ------------------------------------------------------------ | -------------- | -------------------- | -------------------- | -------------------- | -------------------- |
| Джесмонд Джордемания | до 57 кг          | О Хьюн Сун Республика Корея 1–16 Хорхе Оливейра Мексика 5–10 | 10             | завершил выступления | завершил выступления | завершил выступления | завершил выступления |
| Пол Фаруджа          | до 62 кг          | Акбар Фаллах Иран 0–15 Людвид Кюнг Швейцария туше            | 10             | завершил выступления | завершил выступления | завершил выступления | завершил выступления |

### Дзюдо
| Спортсмен        | Весовая категория | Место |
| ---------------- | ----------------- | ----- |
| Стефан Фаруджа   | до 65 кг          | 20    |
| Джейсон Тревизан | до 71 кг          | 33    |

### Парусный спорт
| Спортсмен            | Класс          | Регата | Регата | Регата | Регата | Регата | Регата | Регата | Результат | Место |
| Спортсмен            | Класс          | 1      | 2      | 3      | 4      | 5      | 6      | 7      | Результат | Место |
| -------------------- | -------------- | ------ | ------ | ------ | ------ | ------ | ------ | ------ | --------- | ----- |
| Жан-Поль Флери Солер | парусная доска | 38,0   | 35,0   | 37,0   | 40,0   | (52,0) | 44,0   | 52,0   | 246,0     | 35    |

### Стрельба из лука
| Спортсменка  | Результат | Место |
| ------------ | --------- | ----- |
| Джоана Агиус | 1121      | 58    |